# بياتريس ستريت
بياتريس ستريت (بالإنجليزية: Beatrice Straight )‏ (و. 1914 – 2001 م) هي ممثلة مسرحية، وممثلة أفلام، وممثلة تلفزيونية أمريكية، ولدت في أولد وستباري، توفيت في لوس أنجلوس، عن عمر يناهز 87 عاماً، بسبب ذات الرئة.

## جوائز وترشيحات
حصلت على جوائز منها:
- جائزة توني لأفضل ممثلة بارزة في مسرحية [الإنجليزية]‏ (1953)
- جائزة الأوسكار لأفضل ممثلة مساعدة، عن عمل: شبكة.

ترشحت لـ:
- جائزة الأوسكار لأفضل ممثلة مساعدة، عن عمل: شبكة.

## وصلات خارجية
- بياتريس ستريت على موقع IMDb (الإنجليزية)
- بياتريس ستريت على موقع ألو سيني (الفرنسية)
- بياتريس ستريت على موقع تيرنر كلاسيك موفيز (الإنجليزية)
- بياتريس ستريت على موقع أول موفي (الإنجليزية)
- بياتريس ستريت على موقع قاعدة بيانات برودواي على الإنترنت (الإنجليزية)
- بياتريس ستريت على موقع قاعدة بيانات الأفلام السويدية (السويدية)
- بياتريس ستريت على موقع إن إن دي بي (الإنجليزية)
- بياتريس ستريت على موقع ديسكوغز (الإنجليزية)
- بياتريس ستريت على موقع قاعدة بيانات الفيلم (الإنجليزية)
- بياتريس ستريت على موقع كينوبويسك (الروسية)